# Vlag van Córdoba (provincie van Spanje)

Vlag van de provincie Córdoba

De vlag van de Spaanse provincie Córdoba bestaat uit een donkerpaars veld met in het midden het provinciale wapen op de linkerhelft van de vlag. De vlag werd op 17 december 2008 goedgekeurd door de provincieraad en op 27 januari 2009 ingediend bij het directoraat-generaal van het lokale bestuur.
Het wapen toont de leeuw van de koningen van León, omdat de stad door koning Ferdinand III werd veroverd door soldaten uit León. De schildzoom toont het wapen van Castilië en León. Het wapen verschilt van het wapen van de stad omdat het provinciewapen geen kroon heeft en rode nagels.